# Waremme
Waremme är en ort och kommun i Belgien.   Den ligger i provinsen Liège och regionen Vallonien, i den centrala delen av landet, 70 km öster om huvudstaden Bryssel. Antalet invånare är 14 738.
Waremme är huvudort för Arrondissement de Waremme. Detta omfattar 14 kommuner i provinsen Liège.
Trakten runt Waremme består till största delen av jordbruksmark. Runt Waremme är det ganska tätbefolkat, med 239 invånare per kvadratkilometer.